# Marienkirche (Siegen)

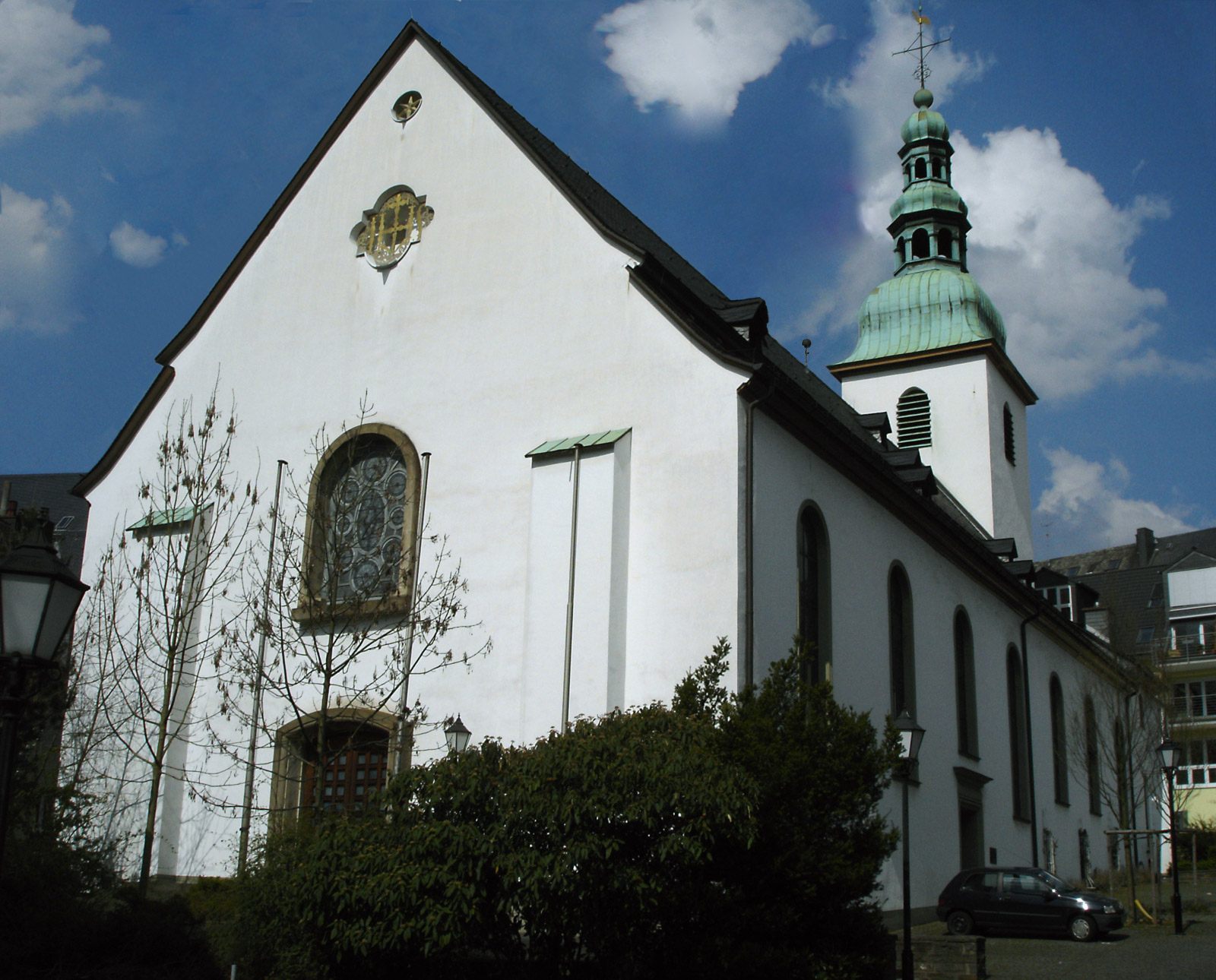
Die Marienkirche in Siegen, Ansicht von Süden

Die Marienkirche ist eine katholische Kirche aus dem 18. Jahrhundert in der Stadt Siegen.

## Geschichte
Die Kirche Mariäe Himmelfahrt wurde von Jesuiten in den Jahren 1702 bis 1725 nach Plänen des hier begrabenen Laienbruders Anton Hülse errichtet. Mit dem Bau wurde am 29. März 1702 in Gegenwart des Fürsten Wilhelm Hyazinth begonnen. Die Grundsteinlegung durch ihn und seine zweite Ehefrau Maria Johanna Josepha erfolgte am 22. Juni 1702, während andere Quellen hierfür den 29. Mai 1702 anführen. Es wird berichtet, dass die Maurer im Rahmen dessen ein Trinkgeld in Höhe von sechs Talern empfingen. Die schlechte finanzielle Lage der katholischen Gemeinde hatte zur Folge, dass die Bauphase sich über zwei Jahrzehnte hinzog und erst im Oktober 1722 das Dach des Bauwerks fertiggestellt wurde. Weitere zwei Jahre verstrichen, bis die Erstellung der Holzkonstruktion des Turms am 16. Oktober 1724 abgeschlossen werden konnte. Nach dem Aufsetzen der Stange durch den Leiendecker Bonnier am 15. Juli 1725, fand schließlich am 15. August desselben Jahres eine Prozession zur Einweihungsfeier unter großer Anteilnahme auswärtiger Katholiken aus den kölnischen und saynischen Gebieten statt.

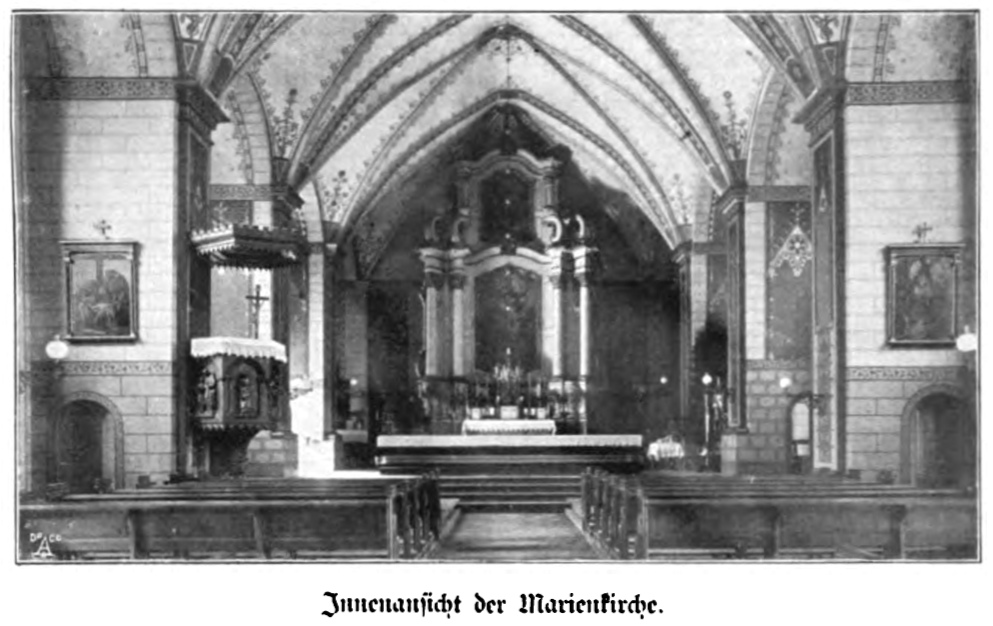
Innenansicht mit Kanzel und Altar. Fotografie von Albert Ludorff, 1903

Während bei Fertigstellung der Kirche diese lediglich mit einer kleinen Glocke ausgestattet war, kamen im Jahr 1734 eine große und zwei weitere kleinere hinzu. Dies gelang durch die hinsichtlich der großen Glocke größtenteils seitens der Familie Hövel aus Fickenhütten getragene Finanzierung, während die Mittel für die beiden anderen von der Siegenerin Agnese Breidenbach geb. Pfeifer stammten. Architekt des Bauwerks war der dem Orden der Siegener Jesuiten angehörende Laienbruder Anton Hülse, der auf seine Erfahrungen beim Bau von Kirchen in den Städten Coesfeld, Paderborn und Münster zurückgreifen konnte. Er wurde am 21. August 1712 auch in der Marienkirche begraben. Die Kirche befindet sich auf dem Südhang des Siegbergs an der Löhrstraße in Siegens Oberstadt. Der Sakralbau im Stil des Barock ist der einzige noch erhaltene dieser Epoche in der Stadt Siegen. In der Marienkirche befinden sich die Grabstellen von Angehörigen des Hauses Nassau, die bis zum großen Stadtbrand im Jahre 1695 in der durch diesen zerstörten Klosterkirche St. Johannis ihre letzte Ruhestätte hatten. Während der Errichtung der Marienkirche wurden die Gebeine aus der Krypta dieser Johanneskirche in den Chorraum der Marienkirche umgebettet. Auch in der Folgezeit wurden unter der die Orgel tragenden Empore und vor dem Hochaltar viele angesehene Bürger Siegens begraben, vor dem Altar etwa der als Vater des Baus bezeichnete, am 3. Februar 1734 verstorbene Pater Hall.
Am Standort der Marienkirche, zur Zeit des Baus zwischen den Anwesen Joh. Jac. Daubs und Joh. Peter Schumachers gelegen, existierten bis zum erwähnten Stadtbrand vier Wohnhäuser.

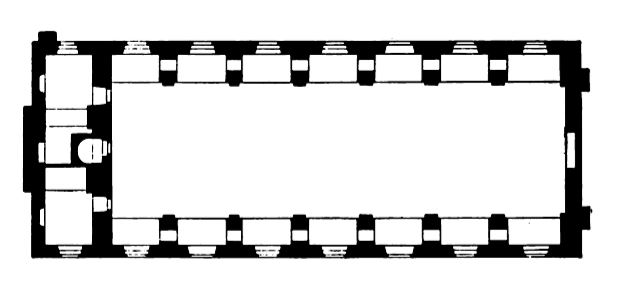
Grundriss der Marienkirche

1874 führte ein in den Kirchturm einschlagender Blitz zu umfangreichen Zerstörungen in der gesamten Kirche.
Während des großen Luftangriffs auf Siegen am 16. Dezember 1944 im Zweiten Weltkrieg wurden das Dach und die Inneneinrichtung der Kirche komplett zerstört, der Kirchturm stürzte ein und der gesamte Bau brannte bis auf die Grundmauern nieder. Nach dem Krieg wurde die Kirche wiederaufgebaut. Eine erste Firmungsfeier fand im September 1947 statt. Im Herbst des Folgejahres bekam der Kirchturm eine Haube aus Kupfer.
Im August 2009 wurde die Kirche seitens der Arbeitsgemeinschaft Historische Stadtkerne NRW zum Denkmal des Monats ernannt.

## Glocken
Die vier Glocken der Marienkirche wurden im Jahr 1948 vom Bochumer Verein in der V12-Rippe gegossen. Sie hängen seit 1949 im Turm an gekröpften Stahljochen und läuten zur Heiligen Messe.
Alle vier Glocken gemeinsam sind nur an Hochfesten zu hören.
Die Daten der Glocken:
| Glocke Nr. | Name                  | Gewicht | Ton |
| ---------- | --------------------- | ------- | --- |
| 1          | Regina Pacis          | 2105 kg | d'  |
| 2          | Ignatius von Loyola   | 1218 kg | f'  |
| 3          | Franziskus von Assisi | 870 kg  | g'  |
| 4          | Engelbertus           | 640 kg  | a'  |